# Jordan Yang
Jordan Yang (21 settembre 2005) è un giocatore di badminton australiano.

## Palmarès
- Campionati oceaniani

Melbourne 2022: bronzo nel doppio maschile e nel doppio misto.